# Chủ nghĩa bài rượu

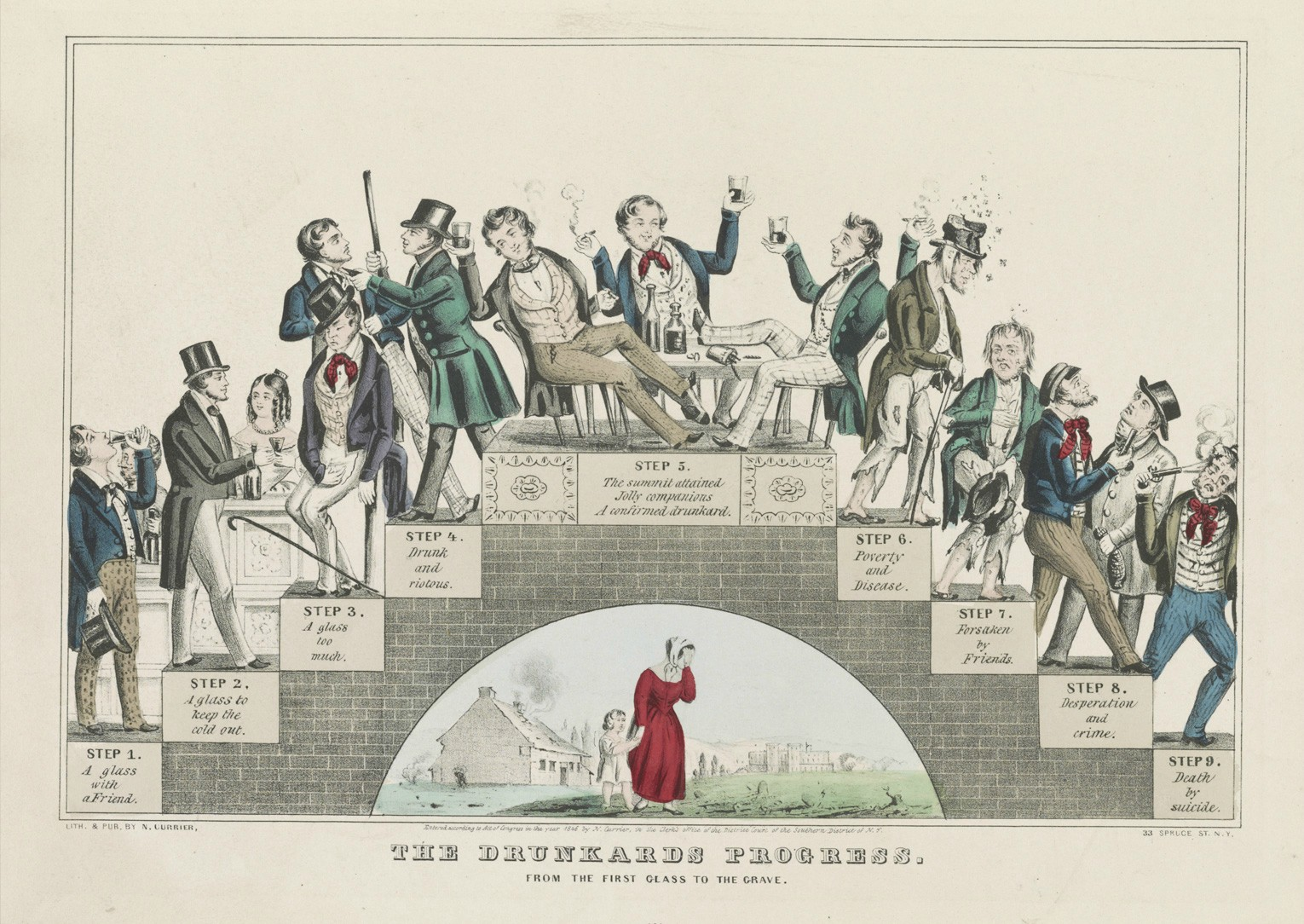
The Drunkard's Progress, bức in thạch bản của Nathaniel Currier với nội dung ủng hộ uống rượu có chừng mực (tháng 1, 1846)

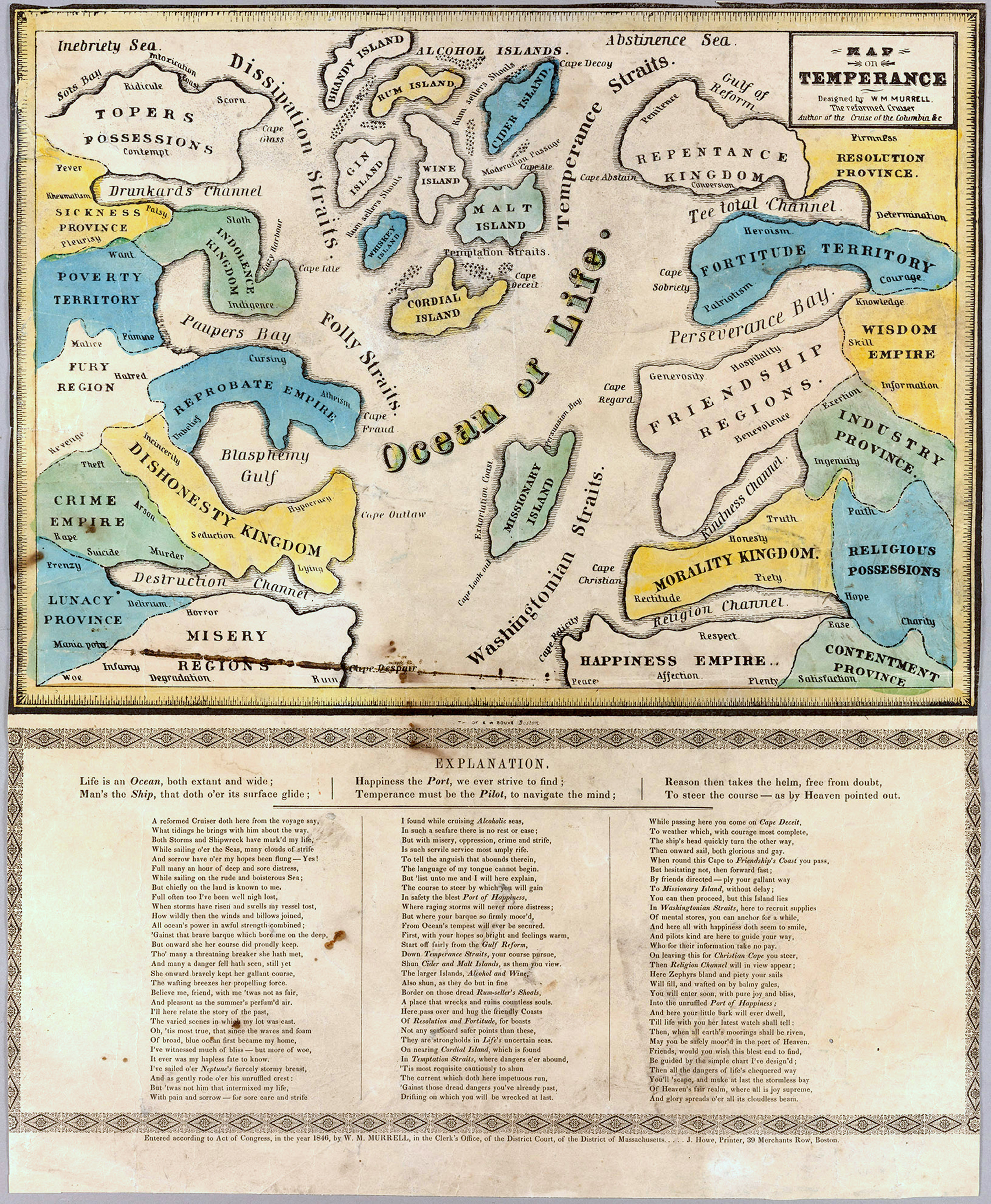

Chủ nghĩa bài rượu (tiếng Anh: teetotalism) là việc hạn chế hoặc hoàn toàn không tiêu thụ các đồ uống có cồn. Chủ nghĩa này lần đầu được phát động tại Preston, Anh Quốc vào đầu thế kỷ 19.

## Lý do
Một người không uống đồ uống có cồn có thể là do sức khỏe, tôn giáo, muốn cai nghiện hay đơn giản là do không thích mùi vị của các sản phẩm này.
Việc kiêng rượu xuất hiện trong lý tưởng của một số tôn giáo như đạo Hindu (Jain).

## Thống kê
Một khảo sát năm 2015 của Cục thống kê quốc gia Anh Quốc cho thấy trẻ em có nhiều khả năng là người kiêng rượu hơn cha mẹ của chúng. Một nghiên cứu khác cũng cho thấy gia đình ít sử dụng rượu bia thì trẻ em sinh ra trong gia đình đó cũng hạn chế sử dụng các sản phẩm đó.